# Taiga Maekawa
Taiga Maekawa (前川 大河 Maekawa Taiga?), född 13 juni 1996 i Osaka prefektur, är en japansk fotbollsspelare.
Maekawa började sin karriär 2015 i Cerezo Osaka. 2016 blev han utlånad till Tokushima Vortis. 2019 blev han utlånad till Avispa Fukuoka. Han gick tillbaka till Cerezo Osaka 2020.